# Paul Guignard

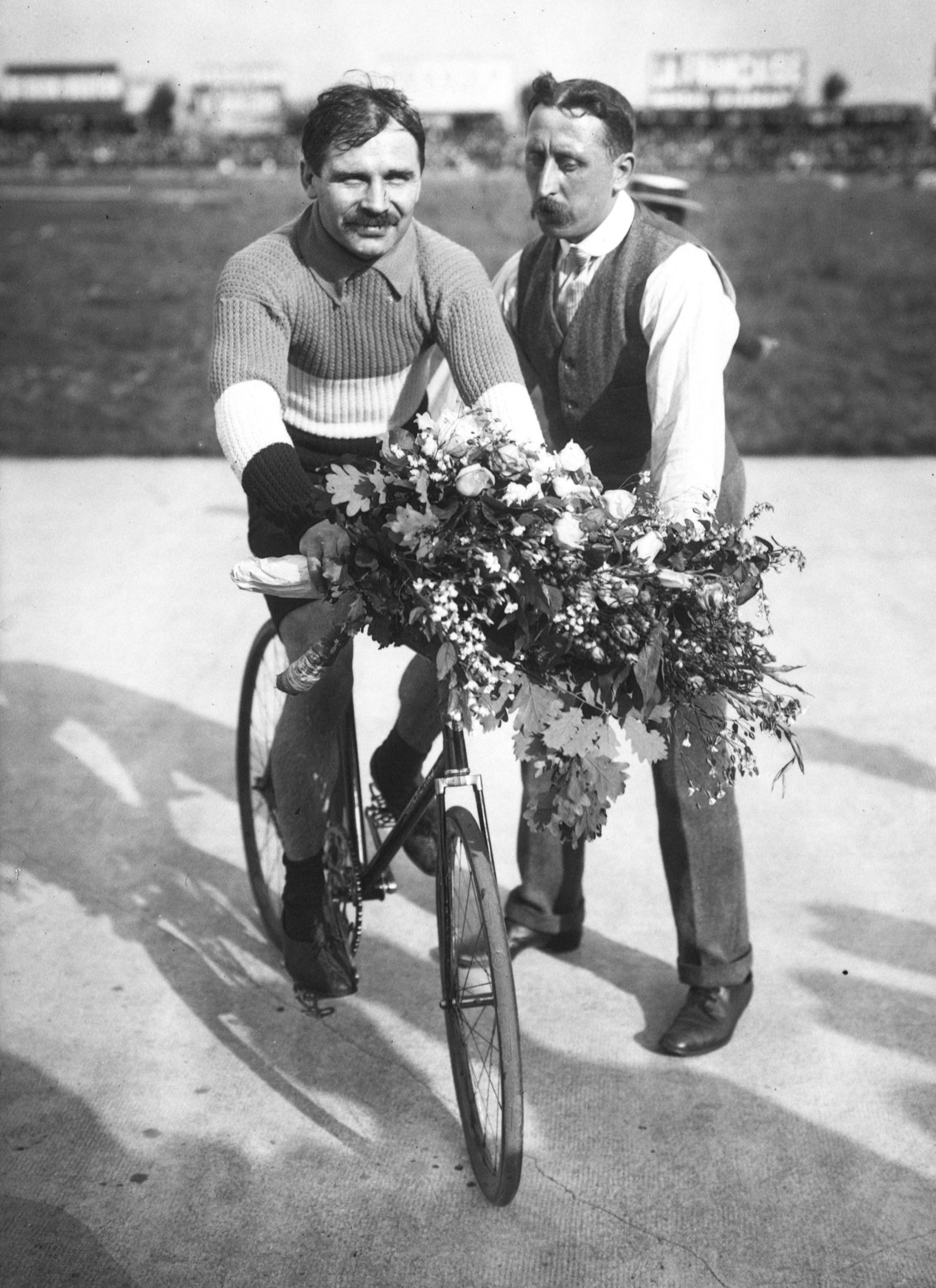
Paul Guignard, 1912

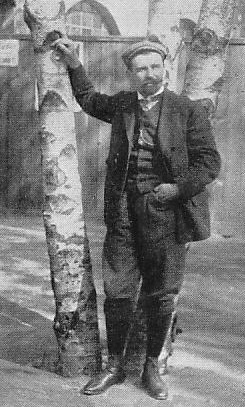
Paul Guignard

Paul Guignard (* 10. Mai 1876 in Ainay-le-Château; † 15. Februar 1965 in Paris) war ein französischer Bahnradsportler.
Paul Guignard begann seine Radsport-Laufbahn als Straßenfahrer. Sein erster größerer Erfolg als Profi (bis 1921) war sein vierter Platz beim Rennen Bordeaux–Paris unter 87 Teilnehmern im Jahr 1894. Im Jahr darauf gewann er das Rennen Paris-Besançon über 417 km. Nach Ableistung seiner Militärzeit fuhr Guignard zunächst als Flieger und gewann den „Großen Preis von Algier“ vor dem US-Amerikaner George A. Banker.
Ab 1904 fuhr Guignard als Steher. Bei den Bahn-Radweltmeisterschaften 1905 in Antwerpen belegte er den zweiten Platz hinter Robert Walthour. Am 8. April 1905 stellte Guignard trotz starker Verletzungen wegen eines vorhergehenden Sturzes einen Stundenweltrekord über 89,904 km (hinter Schrittmacher) auf. Viermal gewann er die Europameisterschaften im Steherrennen.
Acht Jahre später wurde Guignard im Alter von 37 Jahren Weltmeister bei den Wettkämpfen auf der Radrennbahn in Leipzig.  1909 und 1910 gewann er den Großen Preis der Stadt Leipzig im Steherrennen. Noch 1921, im Alter von 45 Jahren, wurde er Dritter bei den UCI-Bahn-Weltmeisterschaften in Kopenhagen. Viermal wurde er zudem Französischer Steher-Meister.